# Зіттензен
Зіттензен (нім. Sittensen) — громада в Німеччині, розташована в землі Нижня Саксонія. Входить до складу району Ротенбург-на-Вюмме. Центр об'єднання громад Зіттензен.
Площа — 18,55 км2. Населення становить 5968 ос. (станом на 31 грудня 2021).

## Галерея

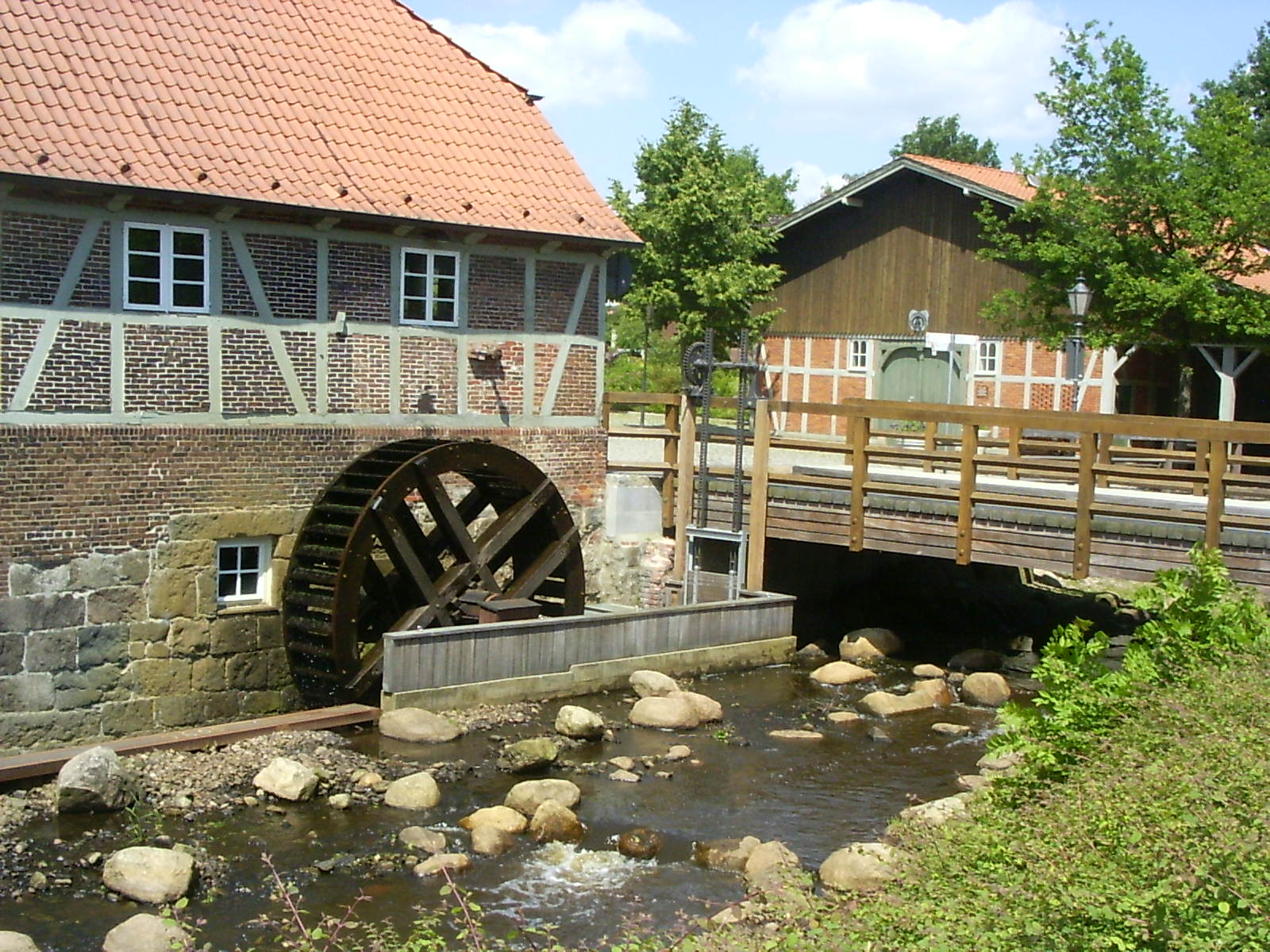
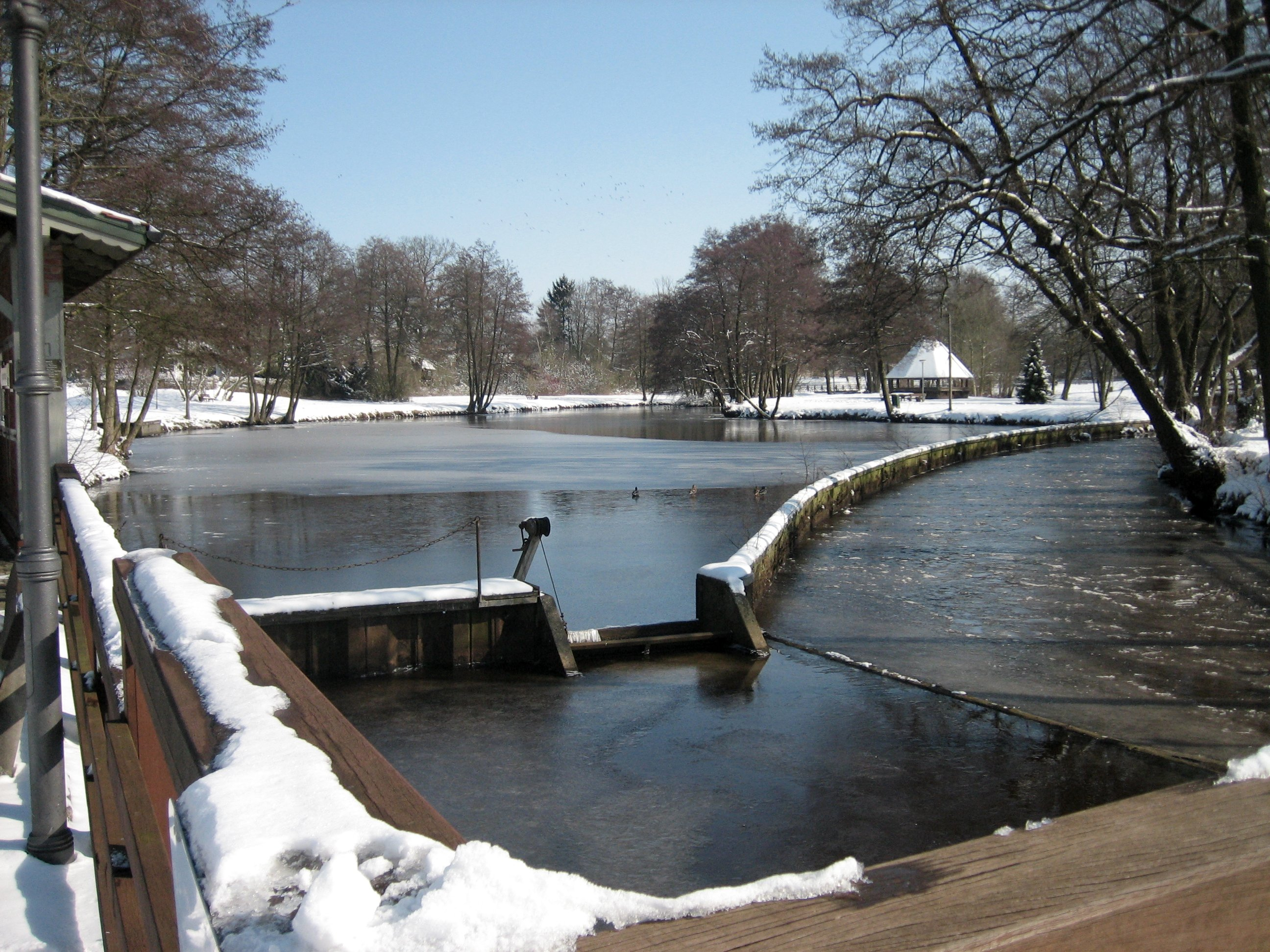
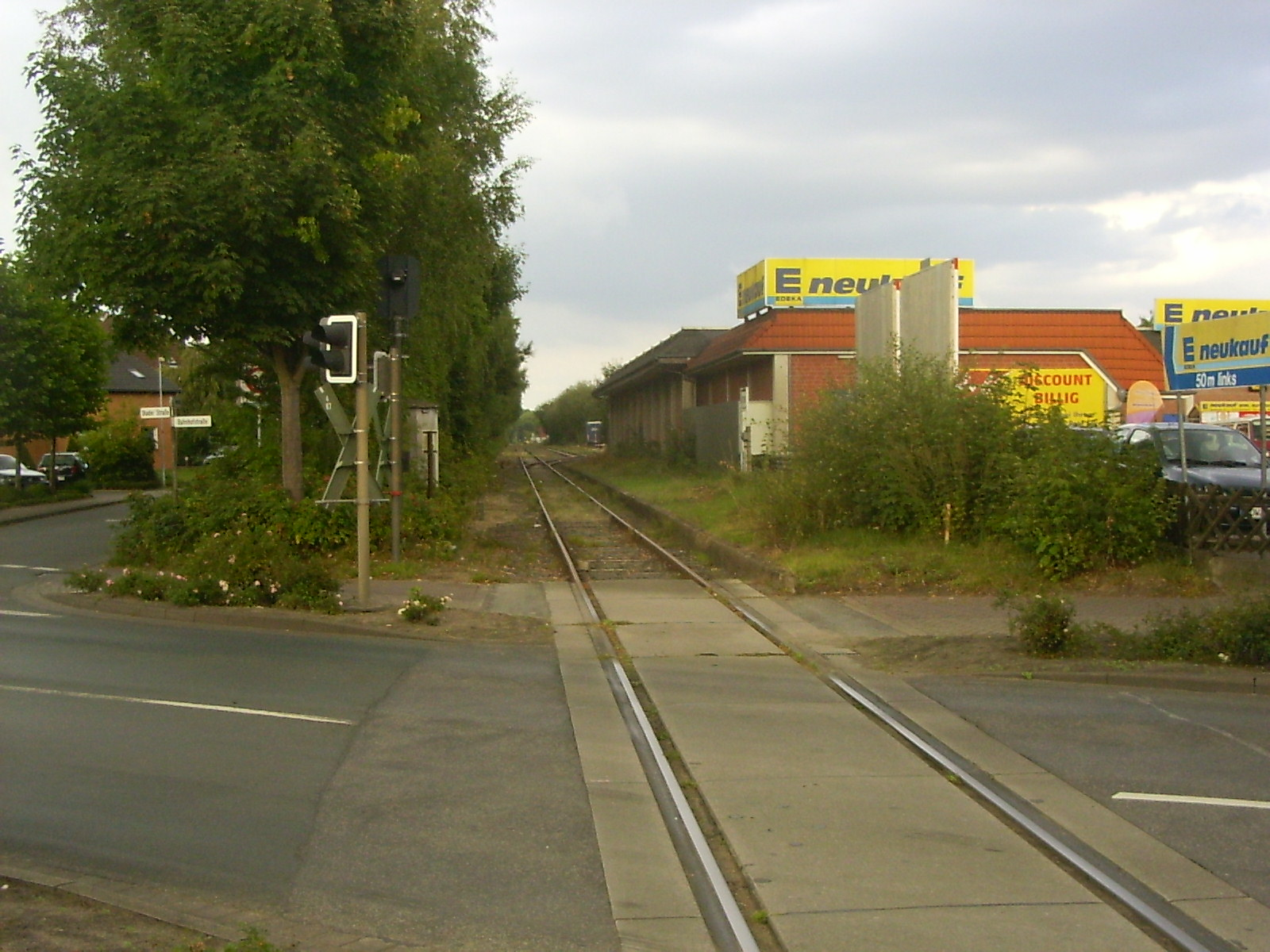